# 戴榮燊
戴榮燊（葡文：Tai Weng San，藝名：雲吞（WONTON），1993年11月22日—）現在是個澳門的個體户網絡紅人，經常推介省港澳餐飲去處；他通常選擇幽默的表演風格。
戴榮燊就讀過聖若瑟教區中學和旅遊學院。戴榮燊在2015年成為微辣文化的藝員，其中的代表作是〈雲吞叫埋雞〉，不過由於劈腿和私生活不檢點，在2019年被公司先雪藏再驅逐，後來曾經經營茶餐廳和外賣店。據2022年新傳媒報導，戴榮燊和澳門模特兒維她是情侶。據2024年星島新聞集團報道，戴榮燊和香港演員黃耀煌在佛山拍攝合作。

## 外部連結
- 戴榮燊的Facebook個人檔案
- 戴榮燊的Facebook專頁 （页面存档备份，存于）
- 戴榮燊的Instagram個人檔案 （页面存档备份，存于）
- 戴榮燊的Threads個人檔案
- 戴榮燊的Youtube頻道 （页面存档备份，存于）